# 竹內友
竹內友（日语：竹内 友），日本女性漫畫家。出身於群馬縣前橋市。武藏野美術大學畢業。

## 人物簡介
2009年，以短篇「隣肖像」刊登在《月刊少年Magazine》的增刊誌《月Maga-GREAT》（講談社）出道，2011年起在《月刊少年Magazine》12月號連載《舞動青春》。其間一度因為身體不適而休載，之後已於2017年1月6日發行的《月刊少年Magazine》2月號恢復連載。2017年7月至12月曾經播出同名電視動畫。

## 作品概覽

### 漫畫
★記號表示說明連載作品。全由講談社發行。
- 隔壁的肖像（發表在《月刊少年Magazine》的增刊誌《月Maga-GREAT》2009年[3]）
- ★舞動青春（《月刊少年Magazine》2011年12月號－連載中，已發行11冊／截至2023年3月）東立出版社

### 書籍

#### 日版漫畫單行本
詳細內容請參照參考來源的外部連結。
- 舞動青春（講談社〈講談社Comics〉2012年－，第1冊－第12冊，漫畫版

## 腳註